# USS Holland (SS-1)
USS Holland (SS-1) – pierwszy okręt podwodny pełniący służbę w marynarce wojennej Stanów Zjednoczonych, jednocześnie też pierwszy na świecie wcielony do służby okręt podwodny, który w pełni napędzany był napędem spalinowym na powierzchni oraz elektrycznym w zanurzeniu. Nazwa okrętu została mu nadana przez jego konstruktora – pioniera konstrukcji okrętów podwodnych – Johna Hollanda, przed zakupem okrętu przez marynarkę jednak, nosił nazwę „Holland VI”. Konstrukcja ta wprowadziła do okrętownictwa jednostek podwodnych kilka nowości, powielanych następnie przez dekady, jako bardzo efektywne rozwiązania. Należały do nich: niski współczynnik długości do średnicy, asymetryczna okrągła forma oraz pojedyncza śruba i mały kiosk.

## Historia
Stępkę pod okręt położono w listopadzie 1896 roku w stoczni Crescent Shipyard w Elizabeth stan New Jersey. Wodowanie jednostki nastąpiło 17 maja 1897 roku. Okręt w czasie budowy nosił oznaczenie „Holland VI”. USS „Holland” wszedł do służby 12 października 1900 roku i służył jako jednostka szkolna i eksperymentalna. Doświadczenia z jego eksploatacji wykorzystano przy budowie kolejnych okrętów podwodnych. Na okręcie szkolono marynarzy, którzy mieli służyć na innych okrętach podwodnych.
Poza okresem od 15 czerwca do 1 października 1901 roku, kiedy przebywał w bazie okrętów torpedowych w Newport (Rhode Island) „Holland” przebywał do 17 lipca 1905 roku w porcie Annapolis, gdzie służył do celów szkoleniowych.
Okręt został wycofany z eksploatacji 21 listopada 1910 roku i sprzedany na złom w 1913 roku za sto dolarów. Przedsiębiorstwo zajmujące się złomowaniem musiało złożyć zabezpieczenie na 5000 dolarów, które miało zagwarantować, że okręt będzie złomowany i nie zostanie wykorzystany do innych celów.